# Prezentul perfect continuu în limba engleză
The Present Perfect Continuous Tense, în limba română numit  Prezentul perfect continuu, este un timp verbal în limba engleză.
Forma:

I(you, we, they) have been writing.

He (she, it) has been writing.
| Subiect                    | + | have |  | been | + | Verb la participiu prezent nedefinit (forma V-ing) |
| Exemplu: I (you, we, they) |   | have |  | been |   | writing."                                          |

Acest timp exprimă:
- o acțiune sau stare de durată incepută în trecut, cu desfășurare continuă, neîntreruptă , care încă se desfășoară, sau tocmai s-au terminat:

- - Exemplu: I have been writing-(eu) am scris.
  - Exemplu: Why are your eyes red? – I have been crying since morning. (Acțiunea tocmai s-a terminat, dar era în desfășurare de ceva vreme)
  - Exemplu: She has been working here for two years already and she is happy. (Acțiunea este încă în desfășurare).

- Negativ: He has not been writing
- Interogativ: Has he been writing?
- Negativ-interogativ: Has he not been writing?, Hasn't he been writing?

## Răspunsuri scurte
Short answers :
Positive : Yes, I have ; Yes, she has (he, she, it)
Negative : No, I haven't ; No, she hasn't